# Air Command and Control System
Pour les articles homonymes, voir ACCS.
L'Air Command and Control System (ACCS) est un système de commandement et de contrôle aériens de l'OTAN.

## Description
Le développement de l'ACCS a débuté en 1999 avec pour objectif de remplacer de nombreux systèmes de commandement et de contrôle aériens des pays et de l'OTAN. Il est développé sous la responsabilité de Thales-Raytheon Systems. Il fournira un système de commandement et de contrôle aériens unifié, permettant aux pays de l'OTAN de gérer tous les types d'opérations aériennes (planification, attribution et exécution), au‑dessus du territoire des pays européens de l'OTAN ou en opération extérieure.  L'Agence OTAN d'information et de communication (NCIA) est chargée de la gestion du programme ACCS.
L'ACCS intégrera des fonctions de contrôle des missions aériennes, de contrôle de la circulation aérienne, de surveillance de l'espace aérien, de gestion de l'espace aérien et de gestion des forces. 
Le programme ACCS prévoit deux types d'installations :
- Les Centres multinationaux d’opérations aériennes[4] CAOC (Combined Air Operations Center (en)), chargés de la conduite des opérations aériennes.

- Les ARS chargés de la gestion de la situation aérienne et regroupant 3 capacités:
  - Air Control Center (ACC)
  - Recognised Air Picture (RAP) Production Center (RPC)
  - Sensor Fusion Post (SFP)

Les CARS regrouperont sur un même site un CAOC et un ARS. Des versions mobiles de ces systèmes sont prévues, les DCAOC (Deployable CAOC) et les DARS (Deployable ARS).
L'ACCS connectera à terme 27 sites opérationnels (statique ou mobile) et environ 300 senseurs de surveillance aérienne (représentant plus de 40 types de radars différents). Il intégrera de nombreuses liaisons de données et formats d'échanges standardisés (ex : ADatP-3, ADEXP, Liaison 1, Liaison 11, Liaison 16, ATDL-1...).
Le premier centre de contrôle et de commandement aérien ACCS a été inauguré le 3 juillet 2015 à Poggio Renatico (Italie).

## Sites
Le premier niveau de capacités opérationnelles (ACCS LOC1) comprendra 17 sites en Europe :
- CAOC, Uedem, Allemagne
- DCAOC, Uedem, Allemagne
- CARS, Lyon Mont Verdun, France
- CARS, Poggio Renatico, Italie
- DCAOC, Uedem, Allemagne
- CARS, Larissa, Grèce
- CARS, Karup (en), Viborg, Danemark
- ARS, Glons and STVF, Belgique
- ARS, Eskisehir, Turquie
- ARS, Veszprem, Hongrie
- ARS, Stara Boleslav, République tchèque
- ARS, Sørreisa, Norvège
- ARS, Nieuw Milligen, Apeldoorn, Pays-Bas
- ARS, CDC (centre de détection et de contrôle) 07.927, Base aérienne 705 Tours, France
- ARS, Torrejon, Espagne
- ARS, Monsanto, Portugal
- ARS, Cracovie, Pologne
- DARS, Nieuw Milligen, Apeldoorn, Pays-Bas